# Umm az-Zinat
Umm az-Zinat (arab. ‏أُم الزينات‎) – nieistniejąca już arabska wieś, która była położona w Dystrykcie Hajfy w Mandacie Palestyny. Została wyludniona i zniszczona podczas I wojny izraelsko-arabskiej, po ataku oddziałów żydowskiej Hagany w dniu 15 maja 1948 roku.

## Położenie
Umm az-Zinat leżała na południowych zboczach masywu górskiego Karmel, górującego nad Wyżyną Manassesa. Wieś była położona na wysokości 325 metrów n.p.m., w odległości 20 kilometrów na południowy wschód od miasta Hajfa. Według danych z 1945 do wsi należały ziemie o powierzchni 2215,6 ha. We wsi mieszkało wówczas 1470 osób.
| Własność gruntów | Powierzchnia gruntów (ha) |
| ---------------- | ------------------------- |
| Arabowie         | 1868,4                    |
| Żydzi            | 5,1                       |
| publiczne        | 342,1                     |
| Razem            | 2215,6                    |

| Rodzaj użytkowanych gruntów | Arabowie (ha) | Żydzi (ha) |
| --------------------------- | ------------- | ---------- |
| uprawy nawadniane           | 174,2         | -          |
| uprawy zbóż                 | 987,9         | 4,1        |
| uprawy oliwek               | 183,4         | -          |
| nieużytki                   | 1041,5        | 1          |

## Historia
W okresie panowania Brytyjczyków Umm az-Zinat była dużą wsią, której mieszkańcy utrzymywali się z upraw zbóż. Od 1888 roku istniała w niej szkoła podstawowa dla chłopców oraz meczet.
Przyjęta 29 listopada 1947 roku Rezolucja Zgromadzenia Ogólnego ONZ nr 181 przyznała te tereny państwu żydowskiemu. Podczas wojny domowej w Mandacie Palestyny prowadzono ciężkie walki o utrzymanie żydowskiej komunikacji łączącej równinę przybrzeżną z Doliną Jezreel. W dniach 4-15 kwietnia 1948 roku doszło do bitwy o położony na południowym wschodzie kibuc Miszmar ha-Emek. Siły żydowskich oddziałów Palmach zdołały wówczas odeprzeć Arabów, a następnie przeprowadziły akcję wysiedlenia ludności z okolicznych arabskich wiosek. Około 28 kwietnia mieszkańcy wsi Umm az-Zinat w obawie przed pogromem upuścili swoje domy. Na samym początku I wojny izraelsko-arabskiej w dniu 15 maja 1948 opuszczoną wieś Umm az-Zinat zajęły żydowskie siły Hagany. W kolejnych dniach zniszczono jej domy.

## Miejsce obecnie
Teren wioski Umm az-Zinat pozostaje opuszczony, jednak jej pola uprawne zajął założony w 1949 roku moszaw Eljakim. Palestyński historyk Walid Chalidi, tak opisał pozostałości wioski: „Domy zostały zredukowane do ruin. Po okolicy są rozrzucone stosy kamieni. Cmentarz wiejski jest nadal widoczny”.